# Кафява двуходка
Кафявите двуходки (Blanus cinereus) са вид влечуги от семейство Blanidae.
Таксонът е описан за пръв път от италианския ботаник Доменико Вандели през 1797 година.